# Diospyros fengchangensis
Diospyros fengchangensis là một loài thực vật có hoa trong họ Thị. Loài này được S.Y.Lu mô tả khoa học đầu tiên năm 1985.